# يعقوب الاسواري

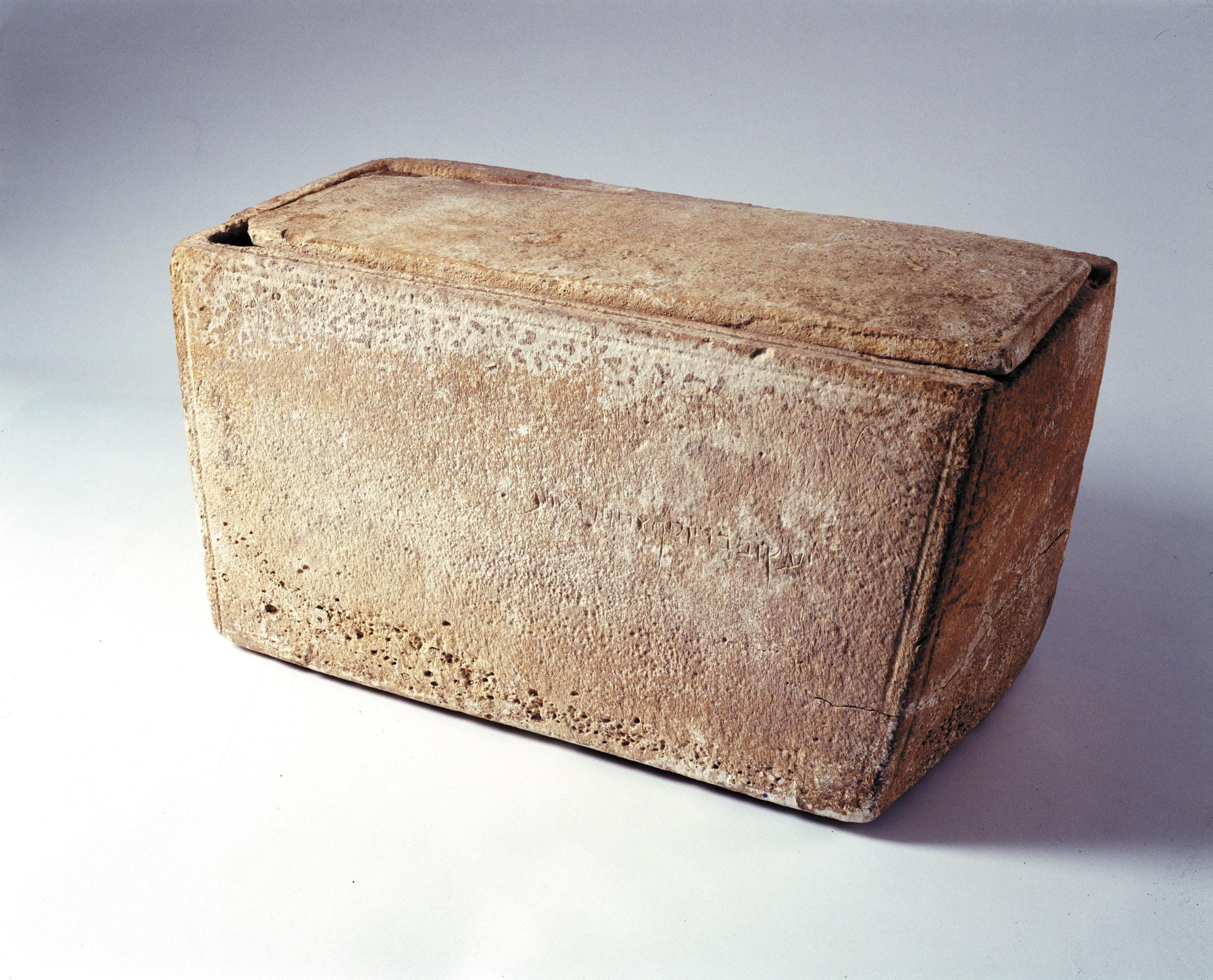
تم عرضه بالمتحف الملكي باونتاريو من 15 نوفمبر 2002 إلى 5 جانفي 2003.

مثوى يعقوب هو صندوق طباشيري يقدر عمره بالفي سنة تقريبا، اُستُخدم لاحتواء عظام الموتى.الكتابة الارامية: (يعقوب ابن يوسف أخو المسيح) منقوشة على أحد جوانب الصندوق.
النقوش تعتبر مهمة لانه في حال ثبوت اصليتها يمكن ان تمثل دليلا اركيولوجيا (اثريا) علو وجود مسيح الناصرة.
تم الإعلان عن وجود الصندوق للمرة الأولى في 21 أكتوبر 2002 بمؤتمر صحافي بواشنطن تم استضافته من طرف قناة ديسكفري ومجمع الاحافير الانجيلي.
الترجمة المبدئية تمت من طرف اندري لوميير، متخصص بدراسة النقوش السامية. ادعى في مقال تم نشره بمجمع الاحافير الانجيلي في نوفمبر/ديسمبر بصحة النقوش تاريخيا، لكن البحوث اللاحقة رجحت عكس ذلك.
الصندوق حاليا ملك لجامع الاثريات والمهندس الإسرائيلي عودد جوالمان.